# Coppa Italia di pallacanestro maschile 1974
La Coppa Italia 1973-1974 è stata la settima edizione della competizione di pallacanestro maschile.

## Prima fase
15 e 21 ottobre 1973

### Gare Andata e Ritorno
- Alpe Bergamo-Auxilium Torino 80-57 / 78-78
- Atleti Benevento-Juve Caserta 79-78 / 44-89
- Betti Viareggio-Libertas Livorno 52-63 / 61-59
- CBM Cremona-Patti Novate 78-63 / 61-55
- Lamborghini Roma-Franchising Roma 80-64 / 66-60
- Libertas Brindisi-Febal Pesaro 63-54 / 57-75
- Lloyd Trieste-Duco Mestre 48-67 / 53-65
- Max Meyer Pescara-Alco Palestrina 113-56 / 69-76
- Nayform Udine-Rondine Brescia 104-76 / 76-69
- Panda Brugherio-Athletic Genova 74-44 / 61-73
- Renana Reggio Emilia-Moretti Chieti 58-68 / 62-75
- Toncelli Livorno-Costone Siena 65-53 / 82-97

## Seconda fase
dal 22 novembre al 5 dicembre 1973

### Gara unica
- Costone Siena-Ignis Varese 56-119
- CBM Cremona-Canon Venezia 67-94
- Max Meyer Pescara-Fag Napoli 73-111
- Alpe Bergamo-Mobilquattro Milano 63-83
- Brina Forlì-Sapori Siena 76-81
- Duco Mestre-Snaidero Udine 86-91
- Lamborghini Roma-Brill Cagliari 64-88
- Moretti Chieti-Forst Cantù 56-81
- Scatto Roma-Brina Rieti 82-67
- Libertas Livorno-Sinudyne Bologna 58-72
- Juve Caserta-Maxmobili Pesaro 65-79
- Febal Pesaro-Innocenti Milano 48-103
- Panda Brugherio-Saclà Asti 67-84
- Nayform Udine-Alco Bologna 67-103

### Gare Andata e Ritorno
- Toiano Varese-Ivlas Vigevano 64-60 / 61-66
- Gorena Padova-Patriarca Gorizia 74-82 / 98-99

## Quarti di finale
dal 20 dicembre 1973 al 10 aprile 1974
Le gare del girone di andata non daranno luogo in alcun caso a tempi supplementari. Gli incontri di ritorno si svolgeranno a campi invertiti ed inizieranno col punteggio acquisito nell'incontro di andata. In caso di parità al termine degli incontri di ritorno si svolgeranno i supplementari. La classifica dei gironi sarà compilata attribuendo i due punti alla squadra che avrà ottenuto il maggior punteggio al termine del secondo incontro.

### Girone A
- Ivlas Vigevano-Fag Napoli 66-70 / 71-69
- Canon Venezia-Ignis Varese 68-80 / 74-87
- Ignis Varese-Fag Napoli 104-75 / 105-70
- Canon Venezia-Ivlas Vigevano 89-48 / 79-59
- Fag Napoli-Canon Venezia 69-84 / 87-117
- Ivlas Vigevano-Ignis Varese 48-76 / 59-95

CLASSIFICA
Ignis Varese 6
Canon Venezia 4
Fag Napoli 2
Ivlas Vigevano 0

### Girone B
- Sapori Siena-Brill Cagliari 83-81 / 75-79
- Mobilquattro Milano-Snaidero Udine 100-76 / 71-92
- Brill Cagliari-Snaidero Udine 102-98 / 95-113
- Mobilquattro Milano-Sapori Siena 82-80 / 74-78
- Brill Cagliari-Mobilquattro Milano 93-89 / 92-90
- Sapori Siena-Snaidero Udine 83-72 / 68-82

CLASSIFICA
Snaidero Udine 4 
Brill Cagliari 4
Sapori Siena 2
Mobilquattro Milano 2

### Girone C
- Scatto Roma-Sinudyne Bologna 55-74 / 55-90
- Maxmobili Pesaro-Forst Cantù 83-84 / 75-128
- Maxmobili Pesaro-Scatto Roma 99-80 / 87-108
- Forst Cantù-Sinudyne Bologna 95-92 / 65-73
- Scatto Roma-Forst Cantù 71-91 / 58-63
- Sinudyne Bologna-Maxmobili Pesaro 97-71 / 97-81

CLASSIFICA
Sinudyne Bologna 6
Forst Cantù 4
Scatto Roma 2
Maxmobili Pesaro 0

### Girone D
- Innocenti Milano-Alco Bologna 101-71 / 81-75
- Saclà Asti-Patriarca Gorizia 69-77 / 86-66
- Alco Bologna-Patriarca Gorizia 103-69 / 80-80
- Innocenti Milano-Saclà Asti 77-69 / 68-88
- Saclà Asti-Alco Bologna 74-58 / 72-67
- Patriarca Gorizia-Innocenti Milano 63-90 / 86-95

CLASSIFICA
Saclà Asti 6
Innocenti Milano 4
Alco Bologna 2
Patriarca Gorizia 0

## Final Four
a Vicenza

### Semifinali
11 maggio 1974
- Snaidero Udine-Ignis Varese 82-81
- Sinudyne Bologna-Saclà Asti 79-73

### Finale 3º posto
12 maggio 1974
- Ignis Varese-Saclà Asti 80-73

### Finale 1º posto
12 maggio 1974
- Sinudyne Bologna-Snaidero Udine 90-74

## Verdetti
- Vincitore della Coppa Italia:  Sinudyne Bologna
- Formazione: Renato Albonico, Pierangelo Gergati, Massimo Antonelli, John Fultz, Luigi Serafini, Loris Benelli, Gianni Bertolotti, Stefano Ranuzzi, Franco Natali, Piero Valenti. Allenatore: Dan Peterson.